# Baldo de Salzburgo
Baldo de Salzburgo fue un maestro (scholasticus) en la catedral de Salzburgo durante el episcopado de Liupramo Más tarde, desempeñó el cargo de canciller bajo el rey Carlomán de Baviera .
Además de sacerdote, Baldo fue un prolíficocuyas obras abarcan teología, derecho canónico, liturgia y poesía.En una de sus correspondencias, envió un tratado religioso al rey Luis el Germánico, quien respondió con un poema, Ad Baldonem, solicitando aclaraciones. También redactó un comentario sobre el alfabeto gótico,en el que copió y tradujo al fráncico extractos de la Biblia gótica de Ulfilas.
Baldo mantuvo estrechos vínculos con Irlanda. Se sabe que el manuscrito Viena, Biblioteca Nacional de Austria, 458 (anteriomente Salzburgo 174), que contiene el De locis sanctis de Adomnán, fue copiado para él.En la hoja de guarda del manuscrito, se encuentra un dístico que reza: Hunc humilis librum fecit perscribere Baldo («Baldo hizo copiar este humilde libro»). Un testimonio similar aparece en la biblioteca de la Universidad de Graz, 790: Hunc humilis thomum Baldo craxare rogauit («Baldo pidió que se escribiera este humilde tomo»), donde destaca el uso del término hiberno-latino.
La escritura de Baldo ha sido identificada en al menos 40 manuscritos. Además de los dos ya mencionados, se encuentran:
- Biblioteca de la Universidad de Kiel, K.B.62[6]
- Biblioteca Estatal de Baviera, Clm 208, 14300, 15806, 15813 y 15821[6]
- Bibliotca Nacional de Francia, Latin 2112[6]
- Biblioteca Nacional de la República Checa, III E 10[6]
- Biblioteca del Monasterio de San Floriano, III. 222. B[6]
- Abadía de San Pedro de Salzburgo,  A 1[6], a.V.38, a.VII.2, a.VIII.16, a.Ix.16, a.Ix.27, a.x.4, a.x.22, a.Ix.33 y a.xI.16[6]
- Biblioteca Apostólica Vaticana, Vat. lat. 7222[6]
- Biblioteca Nacional de Austria, 371, 387, 420, 489, 690, 765, 795, 808, 934, 940, 961, 964, 970, 992, 1007, 1224, 2195 y s.n. 3755[6]
- Biblioteca de la Universidad de Wurzburgo, M.p.th.f.46[6]